# España en el Festival de la Canción de Eurovisión 1964
España participó en el Festival de la Canción de Eurovisión 1964. El país fue representado por la banda uruguaya Los TNT con la canción "Caracola", escrita por Fina de Calderón. La canción fue elegida a través de una final nacional, mientras que los cantantes fueron elegidos internamente por TVE.

## Final nacional
La canción española fue elegida en el programa de televisión Gran Parada, presentado por Carmina Alonso y Ana María Solsona desde Barcelona. La audiencia eligió la canción ganadora mediante voto por correo. Cada canción fue presentada dos veces por dos cantantes diferentes. En la final del 18 de febrero, la canción "Caracola" cantada por Michel y Teresa María fue proclamada la ganadora. Luego de la elección de la canción, TVE eligió internamente a Los TNT, que no habían actuado en el programa, para cantar la canción en Copenhague.

### Resultados
| N.º | Canción                | Cantante 1     | Cantante 2       | Votos | Posición |
| --- | ---------------------- | -------------- | ---------------- | ----- | -------- |
| 1   | "Soy"                  | Gelu           | Lorenzo Valverde | 201   | 6        |
| 2   | "Torero"               | Lolita Sevilla | Luis Gardey      | 410   | 3        |
| 3   | "Olé"                  | Claudia        | Tito Mora        | 103   | 8        |
| 4   | "La niña del espejo"   | Lolita Sevilla | Alfredo Garrido  | 639   | 2        |
| 5   | "Llegaré"              | Gelu           | Tito Mora        | 243   | 5        |
| 6   | "Estrellas en el agua" | Lita Torelló   | Michel           | 97    | 9        |
| 7   | "Todo me da igual"     | Lita Torelló   | Lorenzo Valverde | 321   | 4        |
| 8   | "Luz de bengala"       | Lita Torelló   | Michel           | 54    | 10       |
| 9   | "Caracola"             | Michel         | Teresa María     | 3100  | 1        |
| 10  | "El niño y el toro"    | Tito Mora      | Claudia          | 136   | 7        |

## En Eurovisión
Los TNT (como Nelly, Tim y Tony) actuaron los últimos, después de Bélgica. Sólo recibieron un punto de Italia, acabando duodécimos de 16.